# Братское (Красноперекопский район)
Бра́тское (до 1948 года Ста́рый Яла́нташ, до нач. XX в. Яланту́ш; укр. Братське, крымскотат. Yalan Tuş, Ялан Туш) — село в Красноперекопском районе Республики Крым, центр Братского сельского поселения (согласно административно-территориальному делению Украины — Братского сельского совета Автономной Республики Крым).

## Население
| 2001 | 2014  |
| ---- | ----- |
| 1160 | ↘1005 |

Всеукраинская перепись 2001 года показала следующее распределение по носителям языка
| Язык             | Процент |
| ---------------- | ------- |
| украинский       | 43.02   |
| русский          | 41.9    |
| крымскотатарский | 13.19   |
| другие           | 1.12    |

### Динамика численности
| - 1805 год — 170 чел. - 1864 год — 29 чел. - 1889 год — 74 чел. - 1892 год — 60 чел. - 1900 год — 73 чел. - 1915 год — 65 чел. - 1926 год — 66 чел. | - 1939 год — 131 чел. - 1974 год — 1081чел. - 1989 год — 1090 чел. - 2001 год — 1160 чел. - 2009 год — 1117 чел. - 2014 год — 1005 чел. |

## Современное состояние
На 2017 год в Братском числится 8 улиц; на 2009 год, по данным сельсовета, село занимало площадь 70 гектаров, на которой в 377 дворах проживало более 1,1 тысячи человек. В селе действуют средняя общеобразовательная школа, детский сад «Берёзка», сельский Дом культуры, библиотека, отделение Почты России, православный храм святителя Тихона Задонского. Село газифицировано, Братское связано автобусным сообщением с райцентром, городами Крыма и соседними населёнными пунктами.

## География
Братское расположено на юге района, по левому берегу в низовье реки Чатырлык, высота центра села над уровнем моря — 10 м. Ближайшие сёла: Новопавловка в 3 км на северо-запад, Долинка в 2,5 км на север и Новониколаевка в 2,5 км на восток. Расстояние до райцентра — около 24 километров, ближайшая железнодорожная станция — Воинка (на линии Джанкой — Армянск) — примерно 10 километров. Транспортное сообщение осуществляется по региональной автодороге 35Н-302 от шоссе 35К-012 Черноморское — Воинка (3,0 км) (по украинской классификации — С-0-10731).

## История
Первое документальное упоминание села встречается в Камеральном Описании Крыма, л. А, 1784 года, судя по которому, в последний период Крымского ханства Елан-таш входил в Четырлык кадылык Перекопского каймаканства. После присоединения Крыма к России (8) 19 апреля 1783 года, (8) 19 февраля 1784 года, именным указом Екатерины II сенату, на территории бывшего Крымского Ханства была образована Таврическая область и деревня была приписана к Перекопскому уезду. После Павловских реформ, с 1796 по 1802 год, входила в Перекопский уезд Новороссийской губернии. По новому административному делению, после создания 8 (20) октября 1802 года Таврической губернии, Ялантуш был включён в состав Бустерчинской волости Перекопского уезда.
По Ведомости о всех селениях, в Перекопском уезде состоящихх с показанием в которой волости сколько числом дворов и душ… от 21 октября 1805 года, в деревне Джалантуш числилось 27 дворов и 170 жителей крымских татар. На военно-топографической карте генерал-майора Мухина 1817 года деревня Ялантуш обозначена с 30 дворами. После реформы волостного деления 1829 года Ялантуш, согласно «Ведомости о казённых волостях Таврической губернии 1829 года» отнесли к Ишуньской волости (переименованной из Бустерчинской). На карте 1842 года Ялантуш обозначен с 39 дворами. Во время Крымской войны 1854—1856 годов в деревне размещался госпиталь для раненых из Севастополя
В 1860-х годах, после земской реформы Александра II, деревня осталась в составе преобразованной Ишуньской волости. Согласно «Памятной книжке Таврической губернии за 1867 год», деревня была покинута жителями в 1860—1864 годах, в результате эмиграции крымских татар, особенно массовой после Крымской войны 1853—1856 годов, в Турцию и оставалась в развалинах. А в «Списке населённых мест Таврической губернии по сведениям 1864 года», составленном по результатам VIII ревизии 1864 года, Покровка (она же Ялантуш) — уже русская колония выходцев из Тульчи, с 8 дворами и 29 жителями при балке Четырлык. По обследованиям профессора А. Н. Козловского начала 1860-х годов, «колодцы неглубокие, от 3 до 6 саженей (от 6 до 12 м), но большая их половина с солоноватою водою». На трёхверстовой карте Шуберта 1865 года деревня обозначена ещё как Ялантуш, а на карте, с корректурой 1876 года — уже колония Покровская, с 8 дворами, возможно — уже крымских немцев — меннонитов, поскольку, согласно энциклопедическому словарю «Немцы России», земля была приобретена крупным крымским землевладельцем Люстихом в 1874 году. Согласно «Памятной книге Таврической губернии 1889 года», по результатам Х ревизии 1887 года, в деревне Ялан-Туш числилось 10 дворов и 74 жителя.
После земской реформы 1890 года Ялантуш отнесли к Воинской волости. Согласно «…Памятной книжке Таврической губернии на 1892 год», в деревне Ялантуш, составлявшей Ялантушское сельское общество, было 60 жителей в 11 домохозяйствах. По «…Памятной книжке Таврической губернии на 1900 год» в Ялантуше числилось 72 жителя в 11 дворах. По Статистическому справочнику Таврической губернии. Ч.II-я. Статистический очерк, выпуск пятый Перекопский уезд, 1915 год, в деревне Ялантуш Воинской волости Перекопского уезда числилось 10 дворов (все дворы с землёй) со смешанным населением в количестве 65 человек приписных жителей, из которых 34 мужчины и 31 женщина. Жители владели 500 десятинами удобной земли. В хозяйствах имелось 90 лошадей, 34 коровы и 32 головы мелкого скота.
После установления в Крыму Советской власти, по постановлению Крымревкома от 8 января 1921 года № 206 «Об изменении административных границ» была упразднена волостная система, Перекопский уезд переименовали в Джанкойский, в котором был образован Ишуньский район, в состав которого включили село, а в 1922 году уезды получили название округов. 11 октября 1923 года, согласно постановлению ВЦИК, в административное деление Крымской АССР были внесены изменения, в результате которых округа были отменены, Ишуньский район упразднён и село вошло в состав Джанкойского района. Согласно Списку населённых пунктов Крымской АССР по Всесоюзной переписи 17 декабря 1926 года, в селе Яланташ (немецкий), Воинского сельсовета Джанкойского района, числилось 16 дворов, из них 23 крестьянских, население составляло 66 человек, из них 62 немца, 3 русских и 1 украинец, действовала немецкая школа. В 1929 году в Новом Ялангуше был организован колхоз «Новая жизнь», в 1934 году — колхоз «Штерн» (нем. Звезда. Просуществовал до 1941 года). Постановлением ВЦИК от 30 октября 1930 года был восстановлен Ишуньский район и село, вместе с сельсоветом, включили в его состав. Постановлением Центрального исполнительного комитета Крымской АССР от 26 января 1938 года Ишуньский район был ликвидирован и создан Красноперекопский район с центром в поселке Армянск (по другим данным 22 февраля 1937 года). По данным всесоюзная перепись населения 1939 года в селе проживало 131 человек.
Вскоре после начала Великой Отечественной войны, 18 августа 1941 года крымские немцы были выселены, сначала в Ставропольский край, а затем в Сибирь и северный Казахстан. В 1942 году колхоз был переименован немцами в «Утренняя звезда» но после освобождения (1944 год) был создан колхоз «Штурм перекопа», впоследствии — «Крымские партизаны». С 25 июня 1946 года Яланташ в составе Крымской области РСФСР. В 1946—1948 годах в село начали прибывать переселенцы из различных областей Украины и России. Указом Президиума Верховного Совета РСФСР от 18 мая 1948 года, село, как Старый Яланташ (такое название закреплено на карте Генштаба 1941 года, послужившей основой для переименований), переименовали в Братское. В 1952 году колхоз был укрупнён и получил имя Ленина. 26 апреля 1954 года Крымская область была передана из состава РСФСР в состав УССР. С 1967 года Братское — центр сельсовета. Время включения в Воронцовский сельсовет пока не выяснено: на 15 июня 1960 года село уже числилось в его составе. По данным переписи 1989 года в селе проживало 1090 человек. С 12 февраля 1991 года село в восстановленной Крымской АССР, 26 февраля 1992 года переименованной в Автономную Республику Крым. С 21 марта 2014 года в составе Крыма аннексировано Россией.